# Ruta europea E25
La E-25 forma parte de la Red de Carreteras Europeas, concretamente de las carreteras de recorrido Norte-Sur, inicia su recorrido en la ciudad de Hoek van Holland (Holanda), recorre Holanda, Bélgica, Luxemburgo, Francia, Suiza e Italia, donde el trazado se interrumpe en Génova hasta Bastia (Córcega), vuelve a interrumpirse desde Bonifacio (Córcega) hasta Porto Torres (Cerdeña), y por último vuelve a interrumpirse desde Cagliari (Cerdeña) hasta Palermo (Sicilia) donde finaliza su recorrido. Su longitud es de 1830km.

## Galería

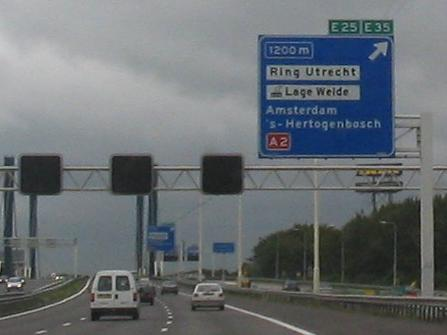
E25 en su paso por Holanda
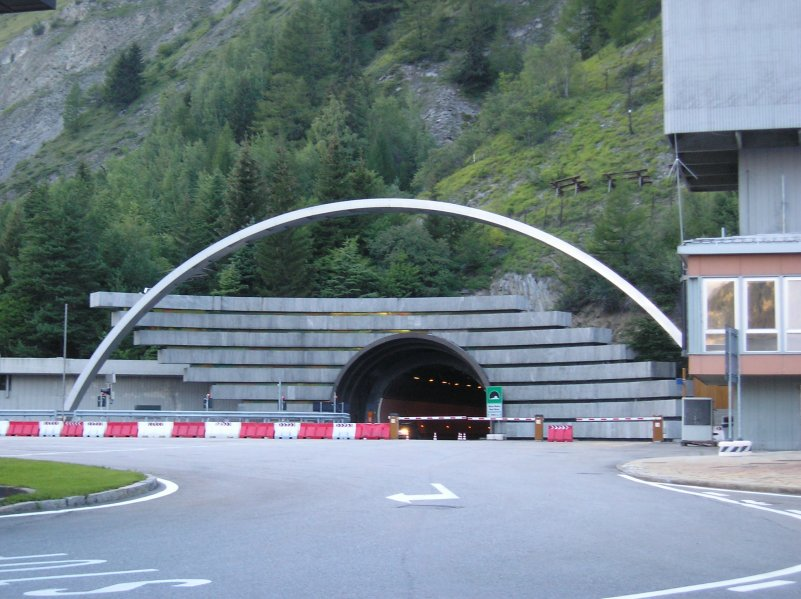
La E25 en el Túnel de Montblanc

- Datos: Q659345
- Multimedia: E25 / Q659345